# James Wilby (pływak)
James Wilby (ur. 12 listopada 1993 w Glasgow) – brytyjski pływak specjalizujący się w stylu klasycznym, wicemistrz olimpijski, wicemistrz świata, mistrz Europy i złoty medalista igrzysk Wspólnoty Narodów.

## Kariera
W 2017 roku na mistrzostwach świata w Budapeszcie zajął 18. miejsce na dystansie 200 m stylem klasycznym, uzyskawszy czas 2:11,51 min.
W kwietniu 2018 roku Wilby reprezentował Anglię na igrzyskach Wspólnoty Narodów w Gold Coast i zdobył cztery medale. Zwyciężył w konkurencji 200 m stylem klasycznym z czasem 2:08,05 min. Na dystansie dwukrotnie krótszym był drugi (59,43 s), a na 50 m stylem klasycznym wywalczył brąz (27,37 s). Płynął także w eliminacjach sztafet zmiennych 4 × 100 m i otrzymał srebrny medal, kiedy Anglicy zajęli w finale drugie miejsce.
Cztery miesiące później, podczas mistrzostw Europy w Glasgow zdobył srebrny medal w konkurencji 100 m stylem klasycznym, uzyskawszy czas 58,54 s.